# Куліковська Ірина Степанівна
СТИЦЬ Ірина Степанівна ( Куліковська)  (27 жовтня 1977, Чернівці, Українська РСР) — українська співачка, педагог. Заслужений артист України. Доцент кафедри музики Чернівецького національного університету ім. Юрія Федьковича. Сценічний псевдонім — ІРИНА СТИЦЬ.

## Біографія
Народилася 27 жовтня 1977 року в Чернівцях. Закінчила Чернівецьке музичне училище ім. Сидора Воробкевича, Одеську державну музичну академію ім. А. В. Нежданової. У 2003—2008 роках — викладач вокального відділу училища мистецтв ім. С. Воробкевича, з 2009 року — викладач кафедри музики факультету педагогіки, психології та соціальної роботи Чернівецького національного університету імені Юрія Федьковича. Водночас, з 2007 року, солістка оркестру народних інструментів «Буковина» та духового оркестру Центрального палацу культури м. Чернівці, за сумісництвом від 2009 року — солістка Чернівецького музично-драматичного театру ім. Ольги Кобилянської.

## Концертно-виконавська діяльність.
Ірина Стиць володіє яскравим , гнучким голосом колоратурного сопрано з діапазоном у три октави.Унікальність артисткі полягає у високо -професійному виконавському аспекті.Ірина Стиць вільно користується різними манерами співу від академічного, народного та сучасного естрадного співу.Володіє вокальною технікою світового рівня.Акторська майстерність виконавства на високому рівні.Неодноразово демонструвала українське мистецтво на Міжнародному рівні, де викликала неймовірне захоплення слухачів своїм голосом та сильною енергетикою таланту.
У репертуарі артистки — обробки українських народних пісень, романси сучасних композиторів та класиків, авторські пісні та сучасні естрадні пісні українських композиторів.Ірина Стиць проводить масштабну гастрольну діяльність містами України та Європи. Гастролі в Україні, Польщі, Болгарії, Румунії, Чехії та Греції.. Записала «Альбом українських пісень та романсів». Відзняла кліпи на пісні "Виростеш ти сину "  ,"Тиха ніч" ," Христос Воскрес " ,"Спи Ісусе спи ","Все буде Україна ","А ти сій квіти ....та інші...Відбулися творчо-сольні концерти: класичного романсу (2003); ювілейний сольний концерт (2014), бенефіс заслуженої артистки України (2019).Ірина Стиць переможець багатьох конкурсів та фестивалів а саме:  Ґран-Прі телевізійного конкурсу «Глорія» (м. Ялта, АР Крим, 1996). Лауреатка Все¬українського фестивалю сучасної пісні та популярної музики «Червона рута» (Чернівці, 1989), фольклорних фестивалів «Буковинські зустрі¬чі» (м. Ястров'є, Польща, 1996; обидва — 1-а премія), «Коли спі¬вають козаки» (Чернівці, 1995, 2-а премія).Переможець фестивалю "Пісенний вернісаж 2014рік", Лауреат Всеукраїнського конкурсу "Галицький шлягер 2016рік", Переможець Міжконтинентального конкурсу "Співай рідною у Сполучених Штатах Америки 2022 рік 2023рік.Пісні Ірини Стиць звучать на світових музичних платформах та у ротації радіостанцій України.
Голова благодійного фонду "Ірини Стиць ".
З 2014 року проводить благодійні акції та концерти на допомогу ЗСУ.
Об"їздила Донецьку область (м.Лиман..м.Сіверськ..м.Константинівку ....з підтримкою ЗСУ).

## Музично-громадська діяльність
Неодноразово призначалася головою журі всеукраїнського конкурсу виконавців українських естрадних та народних пісень імені Назарія Яремчука (2018—2019); головою журі обласного конкурсу «Буковинська зіронька» (2016, 2017, 2018); членом журі міжнародного конкурсу «Пісня Назарія» (2018); членом журі міжнародного конкурсу ім. Квітки Цісик (2019); членом журі міжнародного конкурсу ім. Н. Яремчука (м. Негостини, Румунія, 2017—2018); головою журі всеукраїнського конкурсу «Промінь надії» (2019).

## Відзнаки
Почесна грамота Чернівецької міської ради 2013рік
Почесна грамота Обласної Державної Адміністрації 2009рік.
Почесна грамота Чернівецької обласної ради 2010рік.
Почесна грамота Управління культури м.Чернівці 2015рік.
Почесна грамота ЧНУ ім.Ю.Федьковича 2017рік.
Почесна грамота ЧОДА з нагоди 14річниці Конституції України
- Почесна відзнака Чернівецької міської ради — медаль «На славу Чернівців»(2016).
- Ювілейна відзнака «100 річчя Буковинського Віче» (2018).
- Почесний знак земляцтва буковинців в м. Києві «Буковина» (2018).
- Нагорода обласної ради «За заслуги перед Буковиною» (2019).
- Нагороджена почесною грамотою Союзу Українців Румунії 2022рік.
- Нагороджена почесною грамотою Союзу Українців Чехії 2020рік.
- Нагороджена орденом Рівноапостольної княгині Ольги 2023рік.
- Нагороджена ореном "За волонтерську діяльність "2024рік.
- Лауреат мистецької премії ім.Раїси Кирисенко "Калинове гроно"м.Київ
- Нагороджена почесною грамотою ЧОДА
- Нагороджена почесною грамотою Чернівецької обласної ради 2019
- Нагороджена почесною грамотою ЧОДА 2023рік
- Нагороджена орденом "Сила жінок "Всеукраїнського об"єднання "Країна" 2023рік.
- Нагороджена медаллю «За волонтерську діяльність» Командувача військ оперативного командування «Захід» 2024 рік